# Cladonia pulvinella
Cladonia pulvinella är en lavart som beskrevs av S. Hammer. Cladonia pulvinella ingår i släktet Cladonia och familjen Cladoniaceae.   Inga underarter finns listade i Catalogue of Life.